# Katangi, Jabalpur
Katangi är en ort i Indien.   Den ligger i distriktet Jabalpur och delstaten Madhya Pradesh, i den centrala delen av landet, 600 km söder om huvudstaden New Delhi. Katangi ligger 373 meter över havet och antalet invånare är 17 816.
Terrängen runt Katangi är platt österut, men västerut är den kuperad. Runt Katangi är det tätbefolkat, med 591 invånare per kvadratkilometer. Närmaste större samhälle är Kaimori, 8,2 km sydväst om Katangi. Trakten runt Katangi består till största delen av jordbruksmark.